# Dodoma (Region)
Dodoma ist eine der 31 Regionen in Tansania mit dem Sitz der Verwaltung in der Landeshauptstadt Dodoma. Auf einer Fläche von 41.311 Quadratkilometern leben knapp über 3 Millionen Einwohner. Im Jahr 2022 trug die Landwirtschaft 40 Prozent zum Bruttoinlandsprodukt bei, die Industrie 28 Prozent und der Handel 32 Prozent. Das Land liegt auf dem Zentralplateau, auf dem überwiegend Kleinbauern neben Grundnahrungsmitteln auch Früchte wie Trauben, Mango, Papaya, Guave, Baobab, Tamarinde und Datteln anbauen.

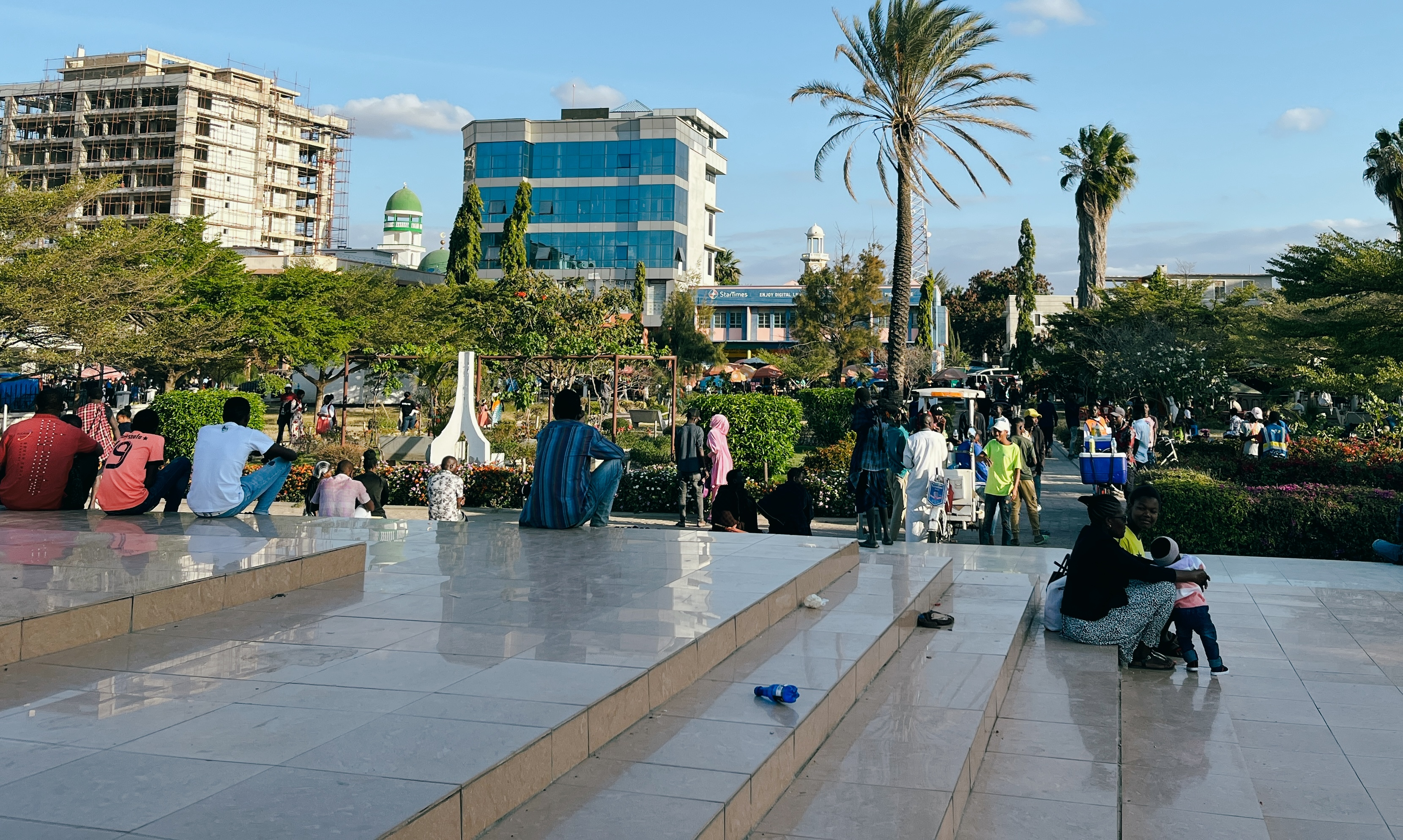
Der Nyerere-Platz in Dodoma

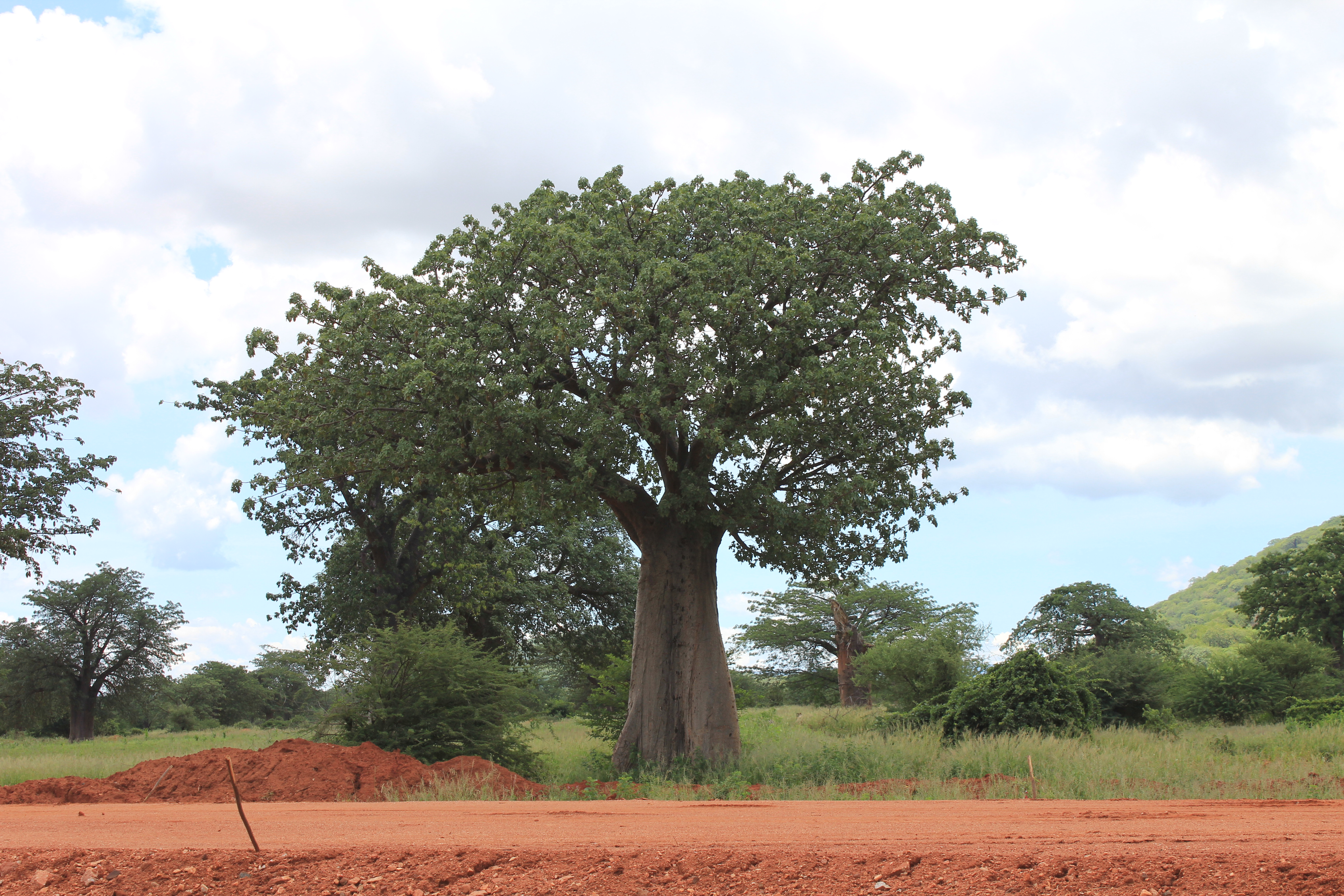
Landschaft in der Region Dodoma

## Geographie
Das Gebiet liegt im nördlichen Teil des ostafrikanischen Zentralplateaus und in einem Abschnitt des Ostafrikanischen Grabens, die sich beide von Äthiopien im Norden nach Süden erstrecken. Es liegt zwischen 1200 und 1500 Meter über dem Meer. An den Rändern wird es von einem steilen Abfall begrenzt.

### Klima
Der Distrikt hat heißes, halbtrockenes Klima, BSh nach der effektiven Klimaklassifikation. Die jährlichen Niederschläge von 500 bis 800 Millimeter fallen in einer Regenzeit, die von November bis April dauert. Die Regenschauer können dabei heftig sein, sodass viel Wasser abfließt und wenig vom Boden aufgenommen werden kann. Die Temperaturen sind sehr von der geographischen Höhe abhängig, sie liegen zwischen 15 und 30 Grad Celsius im Oktober. Auch zwischen Tag und Nacht können die Temperaturunterschiede groß sein, Spitzen von 35 Grad am Nachmittag und kühle Nächte von 10 Grad Celsius sind möglich.
|                        | Jan  | Feb  | Mär  | Apr  | Mai  | Jun  | Jul  | Aug  | Sep  | Okt  | Nov  | Dez  |   |      |
| Mittl. Temperatur (°C) | 23,6 | 23,6 | 23,5 | 23,1 | 22   | 20,4 | 19,6 | 20,5 | 21,9 | 23,4 | 24,7 | 24,5 | ⌀ | 22,6 |
| Mittl. Tagesmax. (°C)  | 29,3 | 29,4 | 29,2 | 28,8 | 28,1 | 27,3 | 26,6 | 27,4 | 29,2 | 30,6 | 31,7 | 30,6 | ⌀ | 29   |
| Mittl. Tagesmin. (°C)  | 18   | 17,8 | 17,8 | 17,4 | 15,9 | 13,6 | 12,7 | 13,6 | 14,7 | 16,2 | 17,7 | 18,4 | ⌀ | 16,1 |
|                        |      |      |      |      |      |      |      |      |      |      |      |      |   |      |
| Niederschlag (mm)      | 129  | 112  | 108  | 58   | 5    | 0    | 0    | 0    | 0    | 2    | 30   | 120  | Σ | 564  |

| 18 |

| 17,8 |

| 17,8 |

| 17,4 |

| 15,9 |

| 13,6 |

| 12,7 |

| 13,6 |

| 14,7 |

| 16,2 |

| 17,7 |

| 18,4 |

| 18 |

| 17,8 |

| 17,8 |

| 17,4 |

| 15,9 |

| 13,6 |

| 12,7 |

| 13,6 |

| 14,7 |

| 16,2 |

| 17,7 |

| 18,4 |

### Nachbarregionen
|         |                                             | Manyara  |
| Singida | Kompassrose, die auf Nachbargemeinden zeigt |          |
|         | Iringa                                      | Morogoro |

## Geschichte
In der Kolonialzeit war Dodoma Teil der Zentralprovinz. Im Jahr 1993 wurde Dodoma durch Trennung von Singida zur eigenständigen Region ernannt. Zuerst bestand die Region aus drei Provinzen, später wurde Dodoma Stadt ein eigener Distrikt. Im Jahr 1995 wurde Kongwa von Mpwapwa abgetrennt, 2007 dann der Landbezirk Dodoma aufgeteilt und im Jahr 2012 schließlich Chemba von Kondoa abgespalten.

Distrikte der Region Dodoma (grün: Hauptstraßen)

## Verwaltungsgliederung
Die Region Dodoma wird in 8 Distrikte unterteilt:
| Distrikt  | Fläche km2 | Einwohner Zählung 2002 | Einwohner Zählung 2012 | Einwohner Zählung 2022 |
| --------- | ---------- | ---------------------- | ---------------------- | ---------------------- |
| Bahi      | 5.949      | 178.981                | 221.645                | 322.526                |
| Chamwino  | 8.056      | 259.885                | 330.543                | 486.176                |
| Chemba    | 7.653      | 192.275                | 235.711                | 339.333                |
| Dodoma    | 2.576      | 322.811                | 410.956                | 765.179                |
| Kongwa    | 4.041      | 248.656                | 309.973                | 443.867                |
| Kondoa DC | 5.557      | 235.815                | 269.704                | 244.854                |
| Kondoa TC | 5.557      | 235.815                | 269.704                | 80.443                 |
| Mpwapwa   | 7.479      | 253.602                | 305.056                | 403.247                |

## Bevölkerung

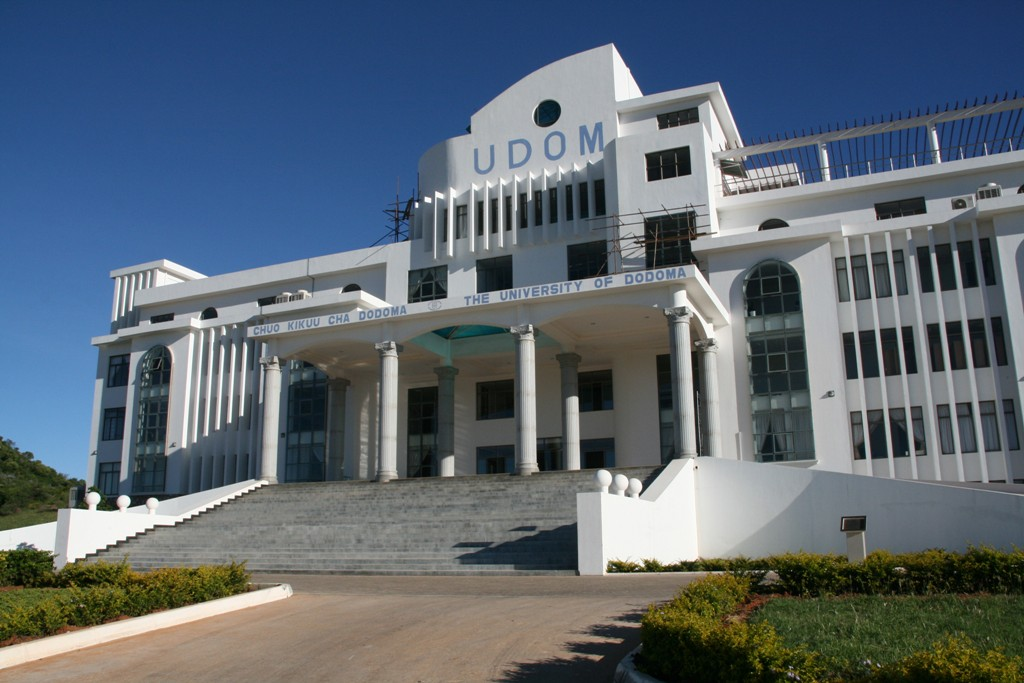
Universität Dodoma

Die größten ethnischen Gruppen sind Gogo, Rangi und Taturu. Die Bevölkerung wuchs von 1 Million Einwohner im Jahr 2002 auf 2 Millionen im Jahr 2012 und weiter auf 2,4 Millionen 2017 und 3,1 Millionen bei der Volkszählung 2022. Das Geschlechterverhältnis ist 95, das heißt auf 100 Frauen kommen 95 Männer. Abweichungen gibt es vor allem in der Altersgruppe fünfzehn bis neunzehn Jahre, wo auf 100 Frauen über 105 Männer kommen und in der Altersgruppe 25 bis 29, wo das Verhältnis 82 ist. Die Alphabetisierung der über Fünfjährigen ist bei Männern höher (65 Prozent) als bei Frauen (60 Prozent) und in der Stadt mit 84 Prozent höher als auf dem Land mit 55 Prozent:
|  | Hier fehlt eine Grafik, die leider im Moment aus technischen Gründen nicht angezeigt werden kann. Wir arbeiten daran! Bevölkerungswachstum |

## Einrichtungen und Dienstleistungen
- Bildung: Im Distrikt gibt es 757 Grundschulen und 220 weiterführende Schulen (Stand 2019),[14] seit 2007 ist Dodoma Universitätsstadt.[15] Fast 90 Prozent der Bevölkerung über fünf Jahren haben eine Grundschule besucht, zehn Prozent eine weiterführende Schule, zwei Prozent der Männer und ein Prozent der Frauen haben ein Universitätsstudium abgeschlossen (Stand 2012).[16]
- Gesundheit: Für die medizinische Versorgung der Bevölkerung stehen acht Krankenhäuser, 41 Gesundheitszentren und 316 Apotheken zur Verfügung (Stand 2019).[14]

## Wirtschaft und Infrastruktur
Von den über Zehnjährigen waren 62 Prozent beschäftigt, 16 Prozent im Haushalt tätig, 15 Prozent in einer Schule, 3 Prozent arbeitslos und 4 Prozent nicht arbeitsfähig. Von den Beschäftigten arbeiteten fast drei Viertel in der Landwirtschaft (Stand 2012).
| Von 450.000 Haushalten beschäftigen sich 377.000 mit Landwirtschaft, das sind 92 Prozent der Haushalte auf dem Land und acht Prozent der Haushalte in der Stadt. Hauptsächlich angebaut wird Mais, im Norden der Region werden auch Kaffee und Sisal angebaut. Die Viehzucht ist in allen Landesteilen wichtig, 200.000 Bauernhöfe halten Nutztiere. Die am häufigsten gehaltenen Tiere sind Hühner, Ziegen und Rinder (Stand 2012). | Hier fehlt eine Grafik, die leider im Moment aus technischen Gründen nicht angezeigt werden kann. Wir arbeiten daran! |

### Landwirtschaft

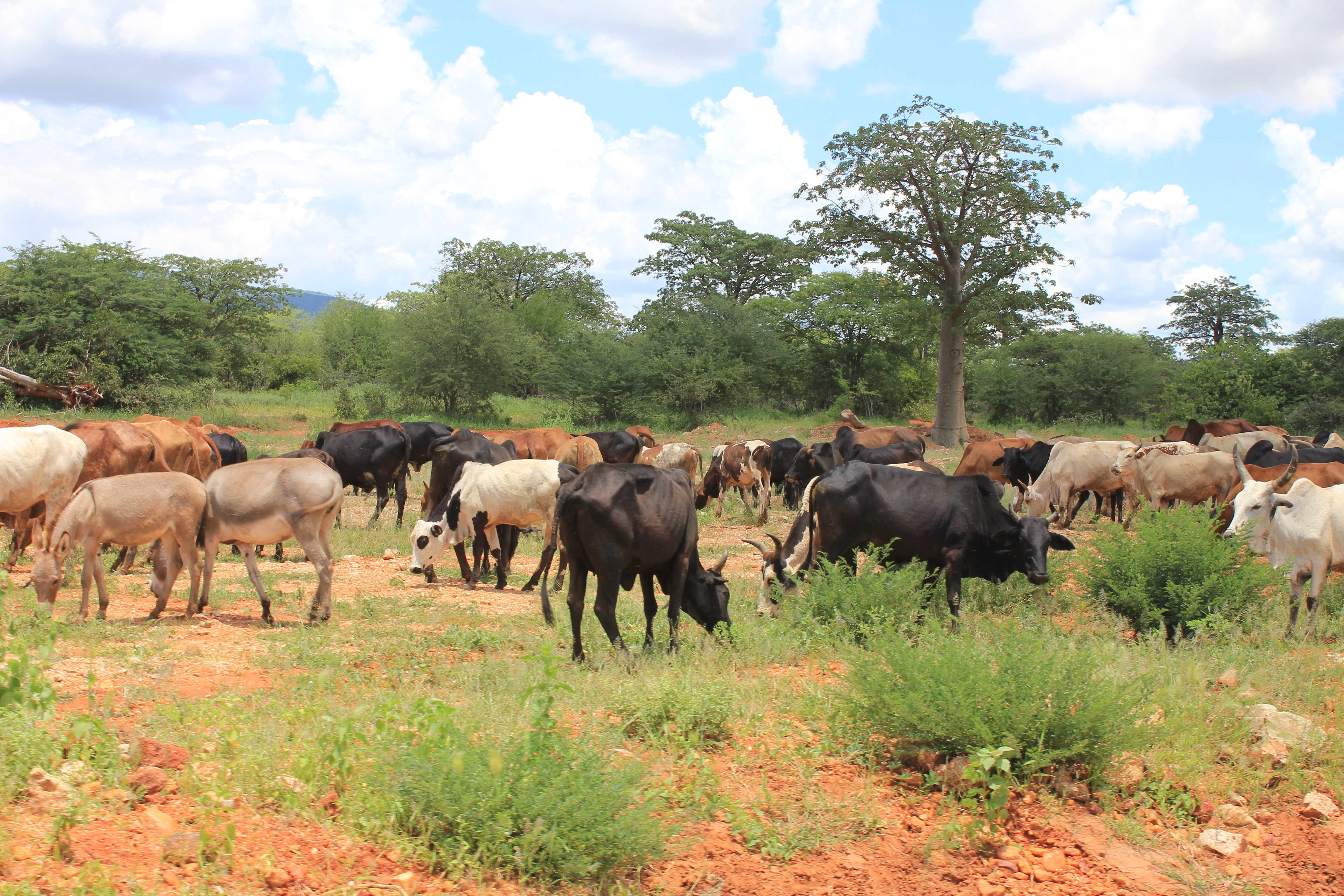
Rinderhaltung in der Region Dodoma

### Handwerk und Dienstleistung
Etwa drei Prozent der Bevölkerung waren Handwerker, fünf Prozent beschäftigten sich mit Dienstleistungen (Stand 2012).

### Transport
- Eisenbahn: Die Tanganjikabahn verbindet Dodoma mit dem Hafen Daressalam im Osten und führt im Westen nach Kigoma. Die Linie wurde 1914 als 1000 Millimeter Schmalspurbahn gebaut und ist 1254 Kilometer lang.[21] 2024 wurde der Bahnhof Dodoma SGR an der Bahnstrecke Daressalam–Mwanza (Normalspur) eröffnet.[22]
- Fernbus: Der 2018 geplante Nane Nane Bus Terminal in Dodoma wurde bis 2022 fertiggestellt.[23][24]
- Straße: Die asphaltierte Nationalstraße T3 verbindet Dodoma mit Daressalam. Sie führt im Nordwesten weiter nach Singida und Ruanda. Dodoma liegt auch an der Nord-Süd-Nationalstraße T5 von Arusha nach Iringa, die in der Region ebenfalls durchgehend asphaltiert ist (Stand 2020).[25][26] In der Region gibt es insgesamt 555 Kilometer asphaltierte Fernstraßen, 1142 Kilometer Regionalstraßen und 6486 Kilometer Distriktstraßen, nur 26 Kilometer Regionalstraße und 108 Kilometer Distriktstraßen sind asphaltiert. Mehr als drei Viertel der Straßen sind auch in der Regenzeit befahrbar (Stand 2019).[27]
- Flughafen: Von 2000 bis 2016 hatte der Flughafen in Dodoma rund 10.000 Passagiere pro Jahr, im Jahr 2018 stieg diese Anzahl auf 46.000.[28]

## Naturschutzgebiete, Sehenswürdigkeiten

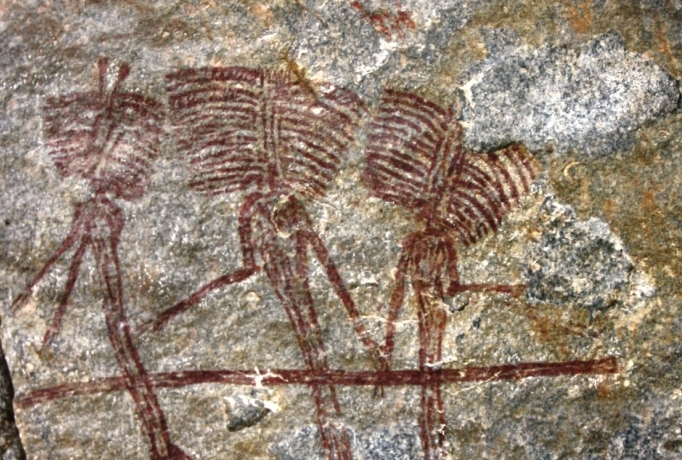
Felsenmalereien in Kondoa

### Felsenmalereien von Kondoa
Seit 2000 Jahren wurden auf überhängende Felsen Szenen aus dem Leben von Jägern und Sammlern gemalt. Diese Bildersammlung an über 150 Stellen bei Kondoa wurde im Jahr 2006 zum UNESCO-Welterbe erklärt

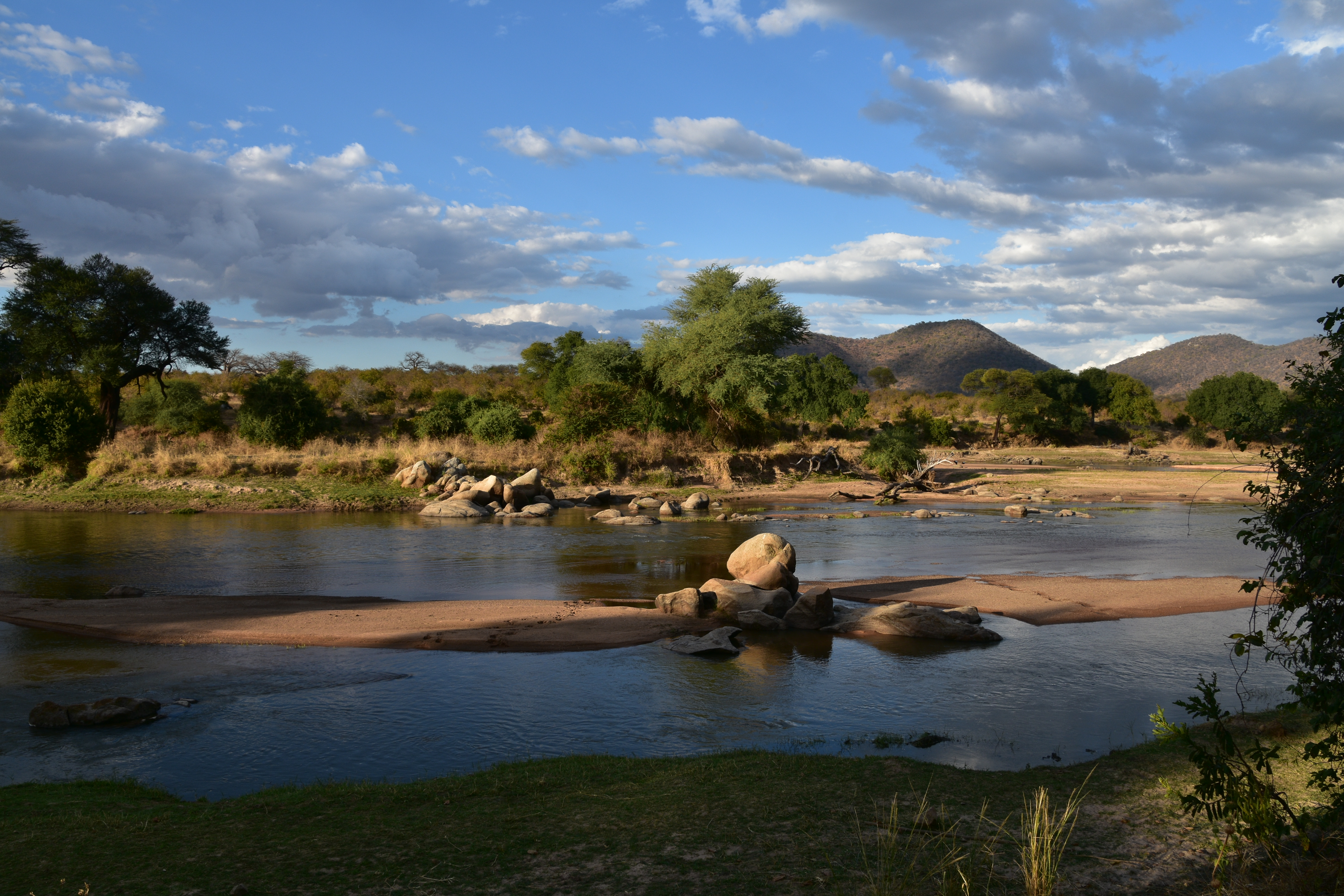
Der Fluss Ruaha im Ruaha-Nationalpark

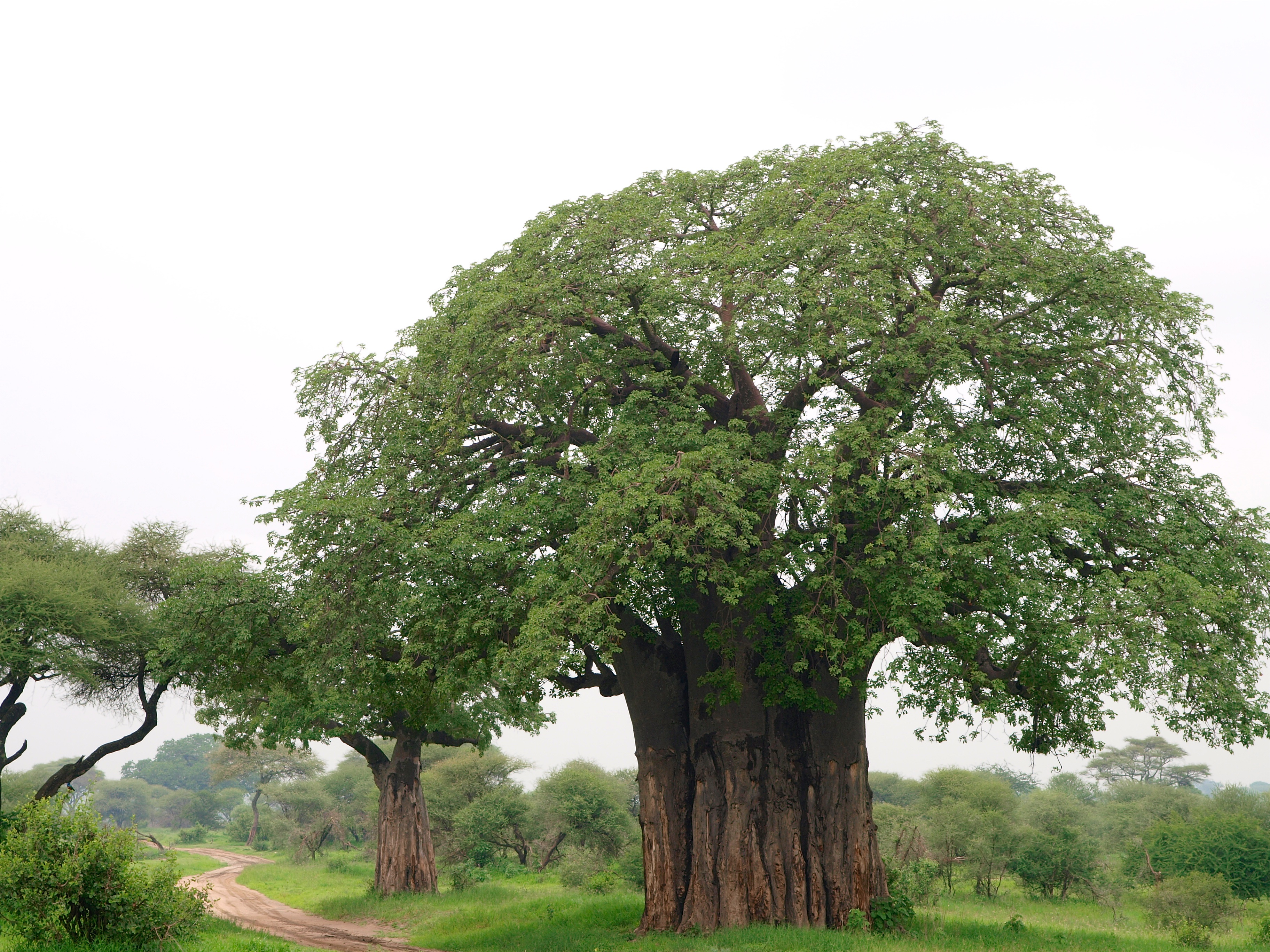
Baobab Bäume im Tarangire-Nationalpark

### Naturparks
- Ruaha-Nationalpark: Der mit 20.300 Quadratkilometer größte Nationalpark Tansanias liegt in den drei Regionen Iringa, Mbeya und Dodoma. Er ist bekannt wegen seiner großen Bestände an Raubtieren. Neben großen Rudeln von Löwen gibt es auch die seltenen Wildhunde.[30][31]
- Tarangire-Nationalpark: Der Tarangire-Nationalpark ist 2850 Quadratkilometer groß und liegt in den drei Regionen Dodoma, Arusha und Manyara. Neben seinem Tierreichtum ist er wegen der Afrikanischen Affenbrotbäume, die auch Baobab genannt werden, bekannt.[30][32]
- Tierreservat Swagaswaga[30]
- Tierreservat Mkungunero an der Grenze zu Manyara[30]

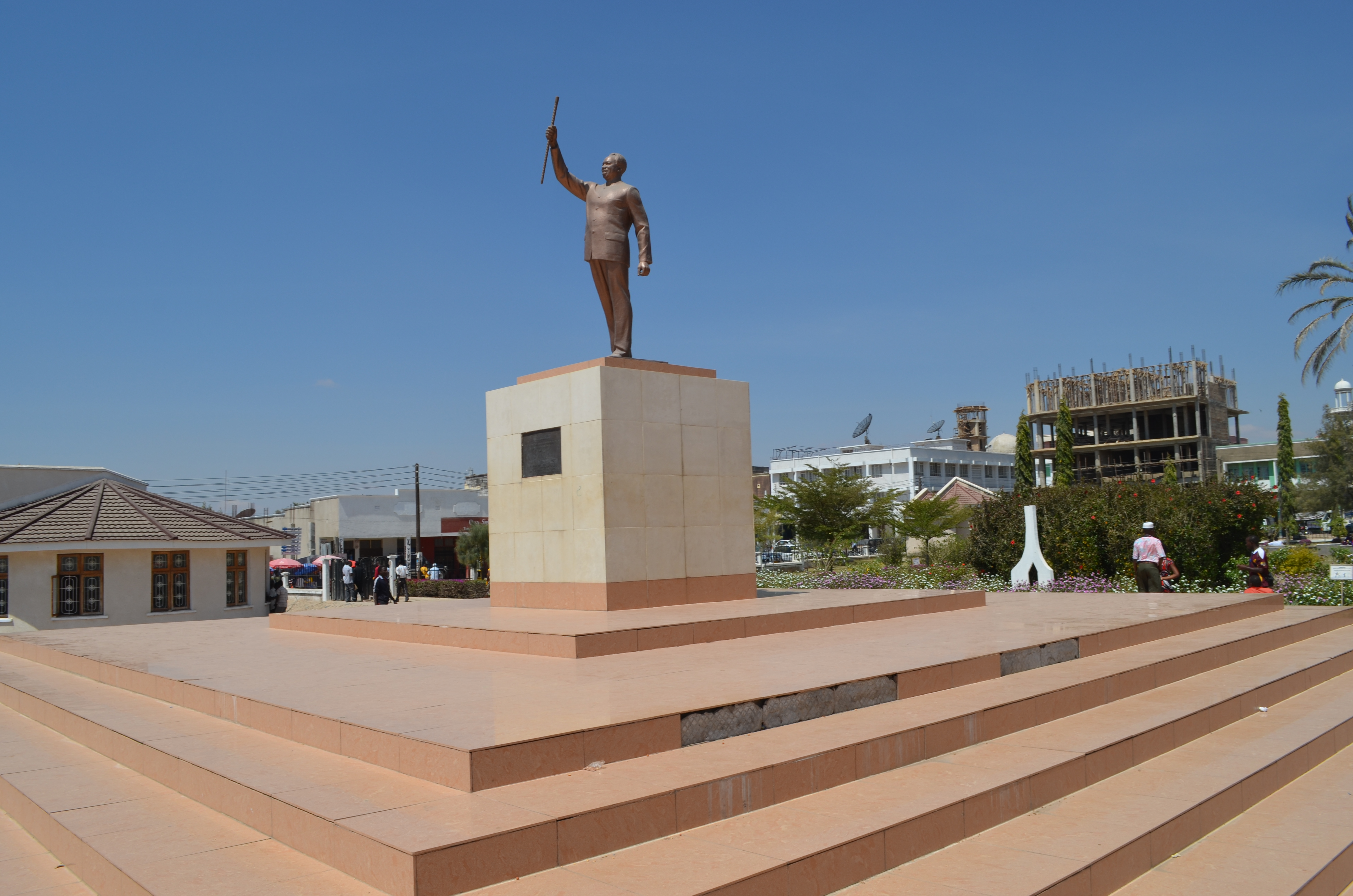
Nyerere-Platz in der Stadt Dodoma

### Sehenswürdigkeiten der Hauptstadt Dodoma
Die wichtigsten Sehenswürdigkeiten der Hauptstadt Dodoma sind der Nyerere Platz, die Gaddafi-Moschee, die Katholische Kathedrale und die Universität.